# Novena (Singapore)
Novena (Chinees: 诺维娜, Tamil: நொவீணா) is een wijk of Planning Area in het noorden van de Central Region van de stadstaat Singapore.
Novena is een van de rijkere wijken van Singapore, dicht ook bij de Central Area. Er is slechts een zeer beperkt aanbod van publieke huisvesting in de wijk. Een van de grootste ziekenhuizen van Singapore, en het oudste, opgericht in 1844, Tan Tock Seng Hospital, is gevestigd in Novena.